# Silbertrifluormethansulfonat
Silbertrifluormethansulfonat (Silbertriflat, AgOTf) ist das Silbersalz der Trifluormethansulfonsäure mit der Formel CF3SO3−Ag+, das in Wasser, aber auch in unpolaren Lösungsmitteln, wie z. B. in Benzol löslich ist. Silbertriflat ist ein vielseitiges Reagens und ein Katalysator für Acylierungen, Cyclisierungen oder Friedel-Crafts-Acylierungen und Friedel-Crafts-Alkylierungen.

## Vorkommen und Darstellung
Eine frühe Darstellungsroute geht aus vom Bariumsalz der Trifluormethansulfonsäure (TfOH), aus dem mit verdünnter Schwefelsäure die freie TfOH entsteht, die anschließend mit Silbercarbonat Ag2CO3 neutralisiert wird.
Das Silbertriflat wird dabei in einer Ausbeute von 95 % erhalten und kann zur Reinigung aus Benzol/Tetrachlormethan oder Ether/Tetrachlormethan umkristallisiert werden.
In einer von George Whitesides verbesserten Variante wird verdünnte TfOH mit Silber(I)-oxid Ag2O zur Reaktion gebracht, die AgOTf in 98%iger Ausbeute erzeugt.

## Eigenschaften
Silbertrifluormethansulfonat ist ein weißer bis beiger, kristalliner, geruchloser, lichtempfindlicher und hygroskopischer Feststoff, der in Wasser und vielen organischen Lösungsmitteln löslich ist.

## Anwendungen

### Aktivierung von Alkylhalogeniden und Grignard-Verbindungen mit Silbertriflat
Aus Silbertrifluormethansulfonat und Methyliodid ist das Methylierungsagens Methyltrifluormethylsulfonat (Methyltriflat, MeOTf) in 69%iger Ausbeute zugänglich.
Silbertriflat reagiert mit primären Grignard-Verbindungen oder Lithiumorganylen unter milden Bedingungen und mit guten Ausbeuten unter C-C-Verknüpfung. Die Reaktion lässt sich bei Verwendung von α,ω-Di-Grignard-Verbindungen – ausgehend z. B. von cis-1,2-Bis(chlormethyl)cyclohexan – zur Darstellung carbocyclischer Vier-, Fünf- oder Sechsringe einsetzen.
Die Ablösung von Halogenidionen aus Alkylhalogeniden wird von Silbertriflat katalysiert, was z. B. zur Reaktion von gem-Dibromalkanen mit Grignard-Verbindungen unter Allylierung bzw. Benzylierung genutzt werden kann.

### Bromierungs-, Friedel-Crafts- und Sulfonierungsreaktionen mit Silbertriflat
In den 1970er Jahren erschloss der Arbeitskreis von Franz Effenberger mehrere unterschiedliche Anwendungen für Silbertrifluormethansulfonat.
Silbertriflat katalysiert unter Bildung von Trifluormethylsulfonylbromid CF3SO2OBr mit Brom die Bromierung von elektronenarmen Aromaten, wie z. B. 1,3-Dinitrobenzol in konzentrierter Schwefelsäure zum 1-Brom-3,5-dinitrobenzol in 71%iger Ausbeute.
Mit aromatischen Carbonsäurehalogeniden reagiert Silbertrifluormethansulfonat zu den gemischten Anhydriden, die ohne zusätzlichen Katalysator mit Aromaten in einer Friedel-Crafts-Acylierung aromatische Ketone bilden.
So entsteht mit Benzoylchlorid als Carbonsäurechlorid und Silbertriflat in 90%iger Ausbeute das gemischte Anhydrid, das mit Benzol in 90%iger Ausbeute Benzophenon bildet.
Mit Alkyl-Sulfonsäurebromiden und Silbertriflat sind analog die entsprechenden gemischten Alkyl-Sulfonsäureanhydride zugänglich.
Aus Ethylsulfonylbromid Et-SO2Br (aus Ethylbromid, Magnesium und Schwefeldioxid) entsteht bei Reaktion mit Silbertriflat das gemischte Sulfonsäureanhydrid in 83%iger Ausbeute, das ohne Katalysatorzusatz mit Benzol zum Ethylphenylsulfon reagiert.
Die mit Silbertriflat und Aryl-Sulfonsäurebromiden gebildeten gemischten Aryl-Sulfonsäureanhydride können auch in einem Eintopfverfahren erzeugt und direkt mit Aromaten zu den entsprechenden Diaryl-Sulfonen umgesetzt werden.

## = Veretherungen und Veresterungen mit Silbertriflat
In Gegenwart nicht-nukleophiler Aminbasen, wie z. B. 2,6-Di-tert-butylpyridin, reagieren auch empfindliche Alkohole mit Silbertriflat und primären Alkylhalogeniden zu den entsprechenden Alkylethern.
So wird aus dem Terpenalkohol Geraniol – vermutlich unter Bildung des Alkylierungsmittels Methyltrifluormethylsulfonat – mit dreifachem Überschuss der Reagentien Geraniolmethylether in 95%iger Ausbeute erhalten.
Silylierte Carbonsäuren können mit Silbertriflat und katalytischen Mengen der Lewis-Säure Titantetrachlorid mit silylierten Alkoholen in Gegenwart von 4-Trifluormethylbenzoesäureanhydrid in sehr hohen Ausbeuten zu den entsprechenden Estern umgesetzt werden.
So bildet Trimethylsilyl-Isovaleriansäure mit Silbertriflat das gemischte Carbonsäure-Trifluormethansulfonsäure-Anhydrid, das mit silyliertem 4-Phenyl-2-butanol in 94%iger Ausbeute zum Ester reagiert.
Silbertriflat katalysiert bereits in 1 molprozentigem Zusatz – durch Reaktion mit Acetanhydrid und intermediärer Bildung des gemischten Anhydrids CH3CO-O-SO2CF3 – in glatter Reaktion (60 °C, 1–20 min Reaktionsdauer) die Bildung der entsprechenden Acetylierungsprodukte einer Reihe von Alkoholen, Thiolen, Phenolen und Aminen in praktisch quantitativen Ausbeuten (96–98 %).

### Lactonisierungen mit Silbertriflat
Die intramolekulare Addition von Hydroxygruppen und Carboxygruppen an Doppelbindungen unter Bildung von fünf-(γ-) und/oder sechs-(δ-)gliedrigen cyclischen Ethern bzw. Lactonen wird durch Silbertrifluormethansulfonat mit sehr hohen Ausbeuten katalysiert.
Selbst ungesättigte Fettsäuren können mit Silbertriflat bei 130–160 °C in brauchbaren Ausbeuten (51–71 %) unter Verschiebung der Doppelbindung und selektiver Bildung von Fünfring-(γ-)Lactonen intramolekular cyclisiert werden.

### Glycosylierungen mit Silbertriflat
Eine Abwandlung der gängigen Koenigs-Knorr-Methode zum Aufbau von Disacchariden aus dem Glycosyldonor 2,3,4,6-Tetra-O-acetyl-α-D-glucopyranosylbromid (Acetobromglucose) verwendet als Promotor Silbertrifluormethansulfonat in äquimolaren Mengen und als Protonenakzeptor Tetramethylharnstoff. Das Verfahren zeichnet sich durch vereinfachte Prozessführung, sowie hohe Anomerenreinheit und Ausbeuten der Produkte aus.
Mit Silylenolethern, wie z. B. 1-Phenyl-1-trimethylsiloxyethen (Acetophenonenol-trimethylsilylether), das einfach aus Acetophenon, Triethylamin, Chlortrimethylsilan und Natriumiodid in Acetonitril zugänglich ist, reagieren Glycosylhalogenide, wie z. B. 2,3,4,6-Tetra-O-benzyl-α-D-glucopyranosylchlorid in hohen Ausbeuten zum entsprechenden β-Glucosid.
Auch die von Richard R. Schmidt als vielseitige Glycosyldonoren beschriebenen O-Glycosyl-trichloracetimidate lassen sich mittels Silbertriflat aktivieren.
In Kombination mit Iodchlorid katalysiert Silbertrifluormethansulfonat die Glycosylierung von Thioglycosiden unter Bildung von O-Glycosiden in brauchbaren bis guten (46–82 %) Ausbeuten.